# Ergiskos
Ergiskos var en kung i den grekiska mytologin. Han var son till havsguden Poseidon och nymfen Aba. Det var han som grundade staden Ergiske som han sedan uppkallade efter sig själv.